# Rapper's Delight
«Rapper's Delight» es un sencillo publicado en 1979 por The Sugarhill Gang, un trío estadounidense de hip hop. Aunque no es la primera canción en incluir rapeos, está generalmente considerada como la primera canción en popularizar el hip hop en los Estados Unidos y en el resto del mundo. La canción está clasificada por la revista Rolling Stone en el n.º 248 de su lista The 500 Greatest Songs of All Time y en el n.º 2 del 100 Greatest Hip-Hop Songs de la cadena de televisión musical estadounidense VH1.
Los compositores de la canción utilizaron el tema Good Times (1979), del grupo estadounidense Chic como base instrumental o beat (en castellano: golpe o latido) para este tema.
La canción fue grabada en una sola toma.
Se grabaron y publicaron tres versiones de la canción, que varían en duración o en el formato del disco de vinilo:
- 14:35 (12", versión larga).
- 06:30 (12", versión corta).
- 04:55 (7", versión abreviada).

## Posicionamiento
| Listas (1979/80)          | Posición |
| ------------------------- | -------- |
| Billboard Hot 100         | 36       |
| Canadian Singles Chart    | 1        |
| UK Singles Chart          | 3        |
| German Singles Chart      | 3        |
| Austrian Singles Chart    | 5        |
| Swiss Singles Chart       | 2        |
| Dutch Top 40              | 2        |
| Swedish Singles Chart     | 2        |
| Norwegian Singles Chart   | 2        |
| New Zealand Singles Chart | 18       |

## Versiones
- El elenco de la película CB4 (incluyendo a Chris Rock) publicó una versión en la banda sonora de la película
- Def Squad (Redman, Erick Sermon, Keith Murray) publicó una versión en 1998 en su álbum El Niño
- Keller Williams publicó una versión en 2004 en su álbum en directo Stage.

## Recreaciones
- El rapero brasileño Gabriel O Pensador utilizó el mismo 'beat' en su tema 2345meia78 en 1997.
- El bajo que es sampleado de la canción Good Times de Chic; también es sampleado por Bergy en Race Ya Home y por Willy Crook en su tema Fool Times.
- Manuel Ruiz Queco fue el compositor de la canción Aserejé, publicada como sencillo en 2002, para el grupo femenino español Las Ketchup. Él utilizó muy ingeniosamente y en forma de parodia, para componer el estribillo del tema, la primera estrofa de la canción Rapper's Delight,[3] traducida fonéticamente al español (de la manera que sonaría a alguien que no entiende inglés).[3]
- El coro de la canción Tú necesitas, del cantante mexicano Aleks Syntek, utiliza el ritmo vocal de este tema, cambiando la letra.
- El actor y humorista venezolano Perucho Conde presentó en 1980 una versión en español, titulada La Cotorra Criolla, incluida dentro de su álbum LP homónimo, inspirada en el ritmo de Sugar Hill Gang, en la cual narra las vivencias diarias del venezolano común, y convirtiéndose en la primera canción de rap grabada en idioma español.